# Per Johan Andersson
Per Johan Andersson (i riksdagen kallad Andersson i Torsbo), född 24 april 1830 i Tvärred, Älvsborgs län, död 27 december 1909 i Gällstad, var en svensk fabriksidkare och riksdagspolitiker.
Andersson blev 1857 delägare i fabriksfirman Carl Pehrsson & Co i Tvärred. Han var godsägare i Torsbo, Ulricehamn (som då låg i Älvsborgs län), hit flyttades fabriksverksamheten 1879. Han var även politiker och ledamot av riksdagens första kammare 1887-1892 och 1894-1907, invald i Älvsborgs läns valkrets.